# Aleksei Konstantínovitx Zaguliàiev
Aleksei Konstantínovitx Zaguliàiev (rus: Алексей Константинович Загуляев; 1924–2007), sovint anomenat incorrectament Zagulajev, fou un entomòleg rus.
Va escriure True Mothss sobre les arnes.